# Regurgitate
I Regurgitate sono stati una band goregrind svedese, tra i primi, insieme ai General Surgery, a continuare sulle coordinate tracciate dai primi due album dei Carcass.

## Storia
Nati nel 1990, nella loro musica la componente punk hardcore è prevalente su quella metal, andando a creare così brani corti, velocissimi e senza assoli, accompagnati dal growl e da inserti elettronici. I testi, spesso assenti, sono tutti incentrati su atrocità patologiche varie, come nella tradizione del genere.
Il loro primo album, Effortless Regurgitation of Bright Red Blood, del 1994 è considerato una "pietra miliare" del goregrind: la sua ristampa, nel 1999 da parte della Relapse Records, ha consentito alla band di uscire dall'underground e ai fan di poterlo acquistare, dato che la stampa originale dell'album era difficilissima da trovare.

## Discografia

### Album in studio
- 1994 - Effortless Regurgitation of Bright Red Blood
- 2000 - Carnivorous Erection
- 2003 - Deviant
- 2006 - Sickening Bliss

### Split
- 1992 - Vaginal Massaker / Regurgitate
- 1993 - Psychotic Noise / Regurgitate
- 1994 - Regurgitate / Grudge
- 1994 - Dead / Regurgitate
- 1996 - Fleshmangler (con gli Intestinal Infection)
- 2000 - Regurgitate / Filth
- 2001 - Regurgitate / Realized
- 2001 - Sodomy and Carnal Assault (con i Gore Beyond Necropsy)
- 2002 - Cripple Bastards / Regurgitate
- 2003 - Regurgitate / Noisear
- 2003 - 3-Way Grindcore Knockout - Round 1 (con Entrails Massacre e Suppository)
- 2003 - Bonesplicer / Baltic Thrash Corps (con gli Entrails Massacre)
- 2004 - Regurgitate / Suppository

### Raccolte
- 1999 - Effortless Regurgitation...The Torture Sessions

### Demo
- 1991 - demo '91
- 1994 - Concrete Human Torture
- 1999 - Promo 1999

### EP
- 2002 - Hatefilled Vengeance